# Monte Camerun
Il monte Camerun è un vulcano del Camerun situato vicino al golfo di Guinea.

## Descrizione
Il monte Camerun è anche conosciuto con il nome di monte Fako (il nome del più elevato dei suoi due picchi) o con il suo nome nativo, Mongo ma Ndemi ("montagna della grandezza").

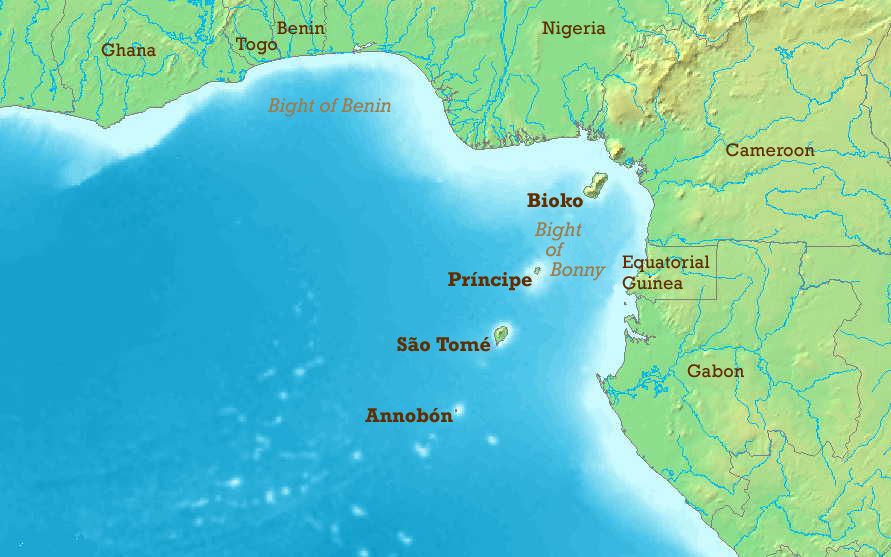
La linea vulcanica del Camerun

La montagna è parte di una regione vulcanica attiva noto come linea vulcanica del Camerun, che comprende anche le isole Bioko, São Tomé e Príncipe e Annobón. Le più recenti eruzioni si sono verificate il 28 marzo 1999 e 28 maggio 2000.
Il monte Camerun, con i suoi 4 040 metri sul livello del mare, è uno dei più elevati vulcani africani. Un'eruzione del 1922 sul fianco sud-occidentale ha prodotto un flusso di lava che ha raggiunto la costa atlantica, e un flusso di lava dell'eruzione del 1999 si è arrestata a soli 200 m dal mare.
L'esploratrice inglese Mary Kingsley, una delle prime europee a scalare la montagna, racconta la sua spedizione del 1897 nel suo Viaggi in Africa occidentale.

## Galleria d'immagini

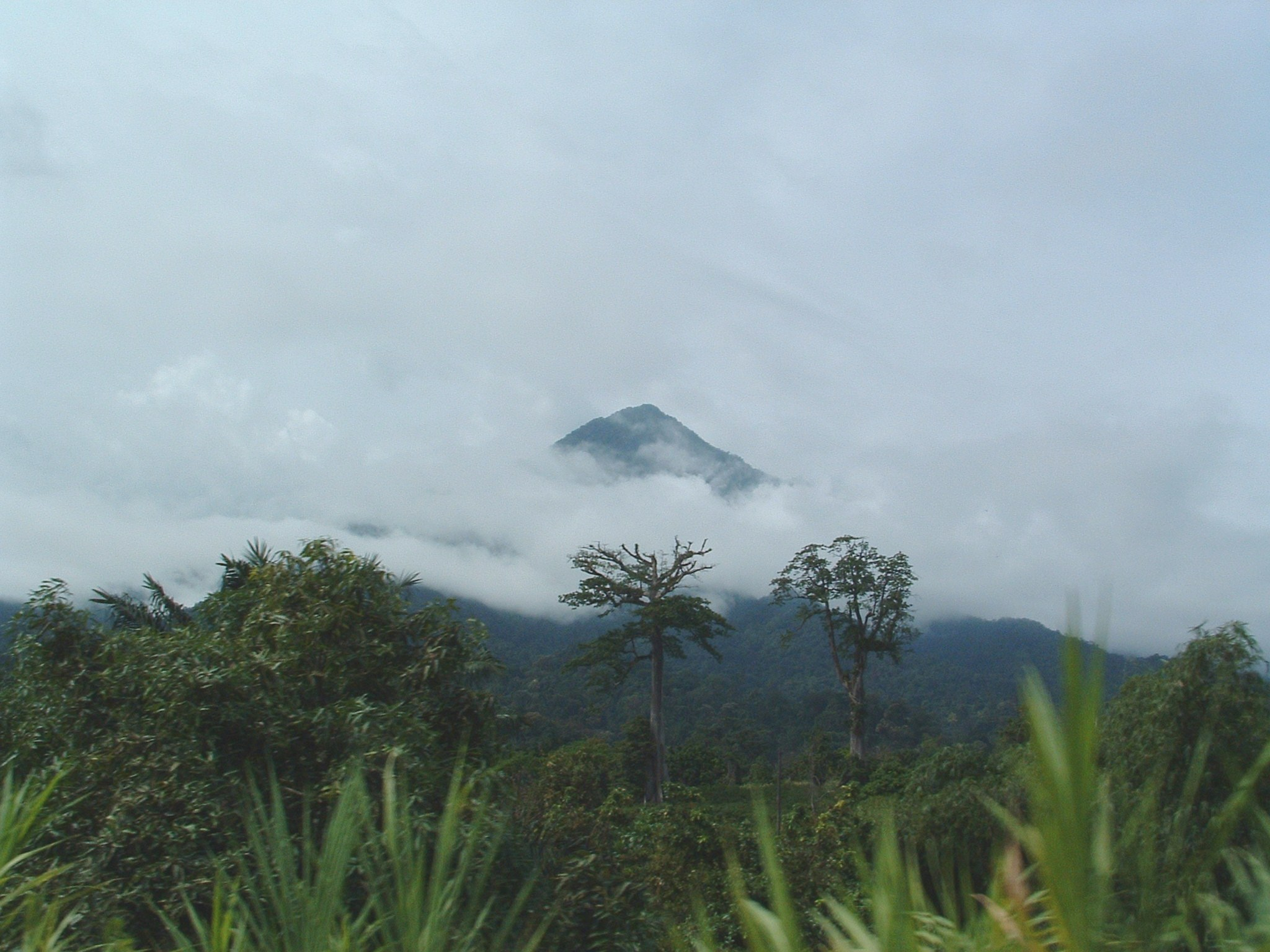
Vista del monte Camerun dalla strada di Kribi
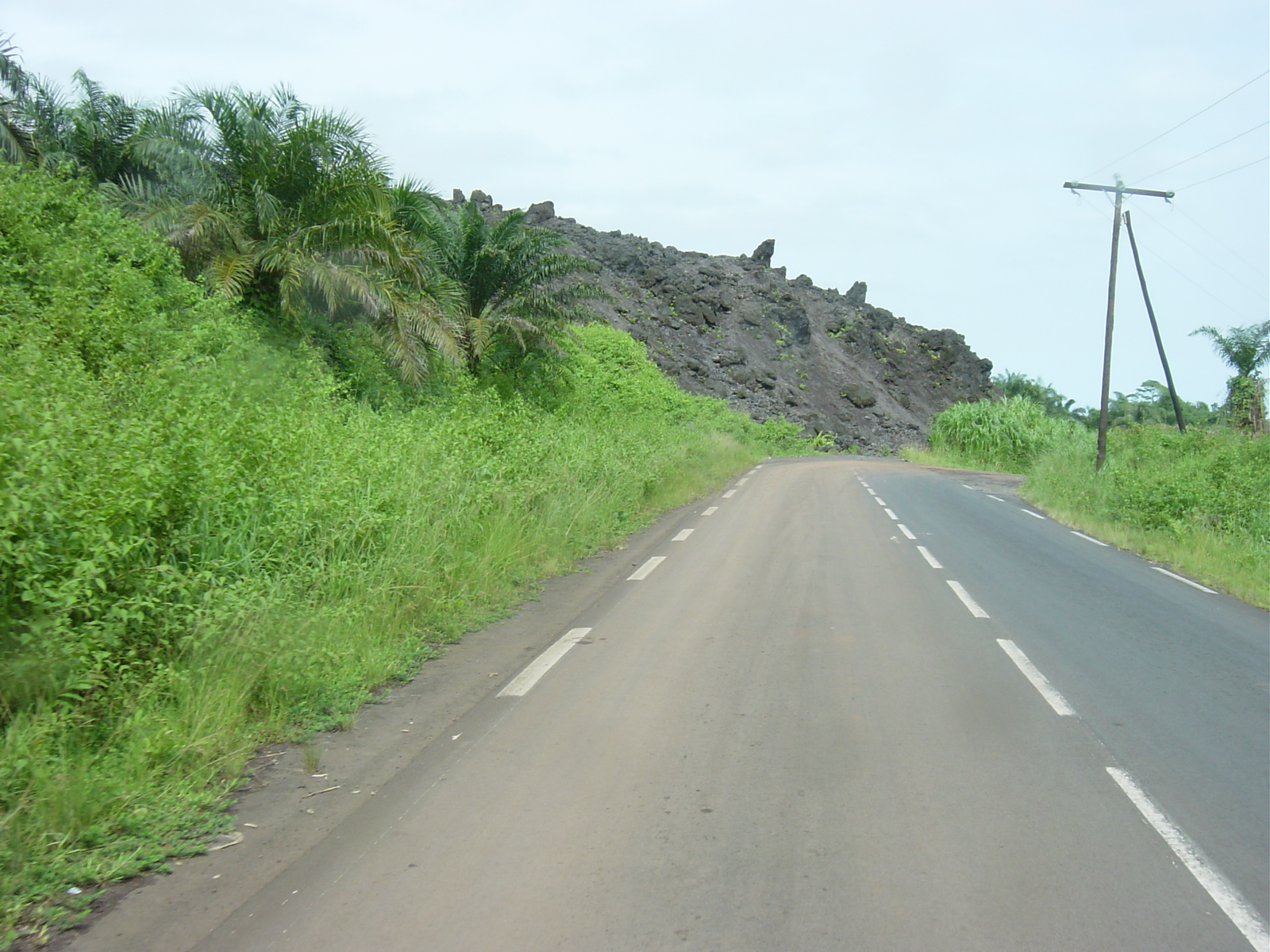
Colata lavica nell'eruzione del 1999
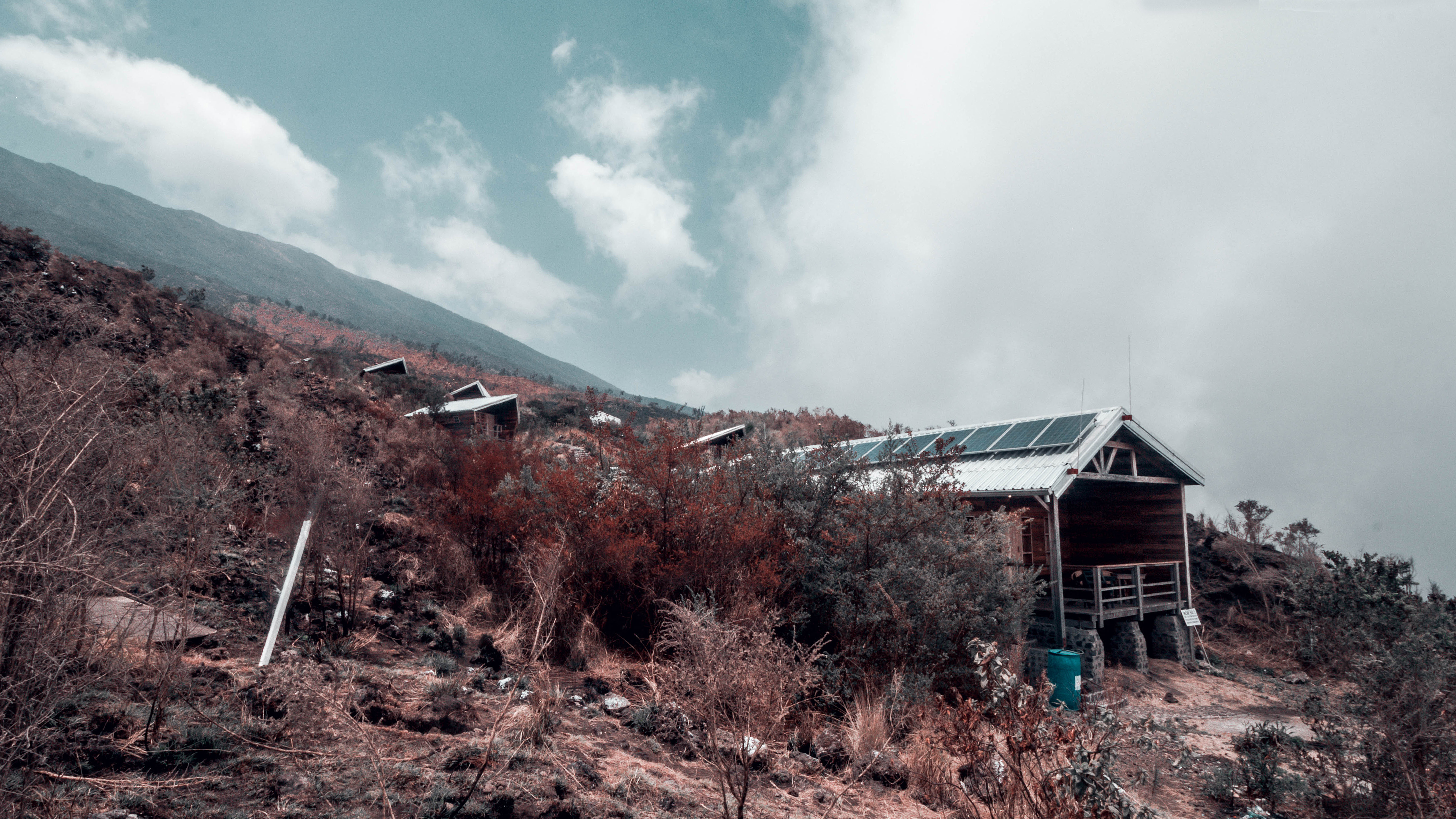
Rifugi
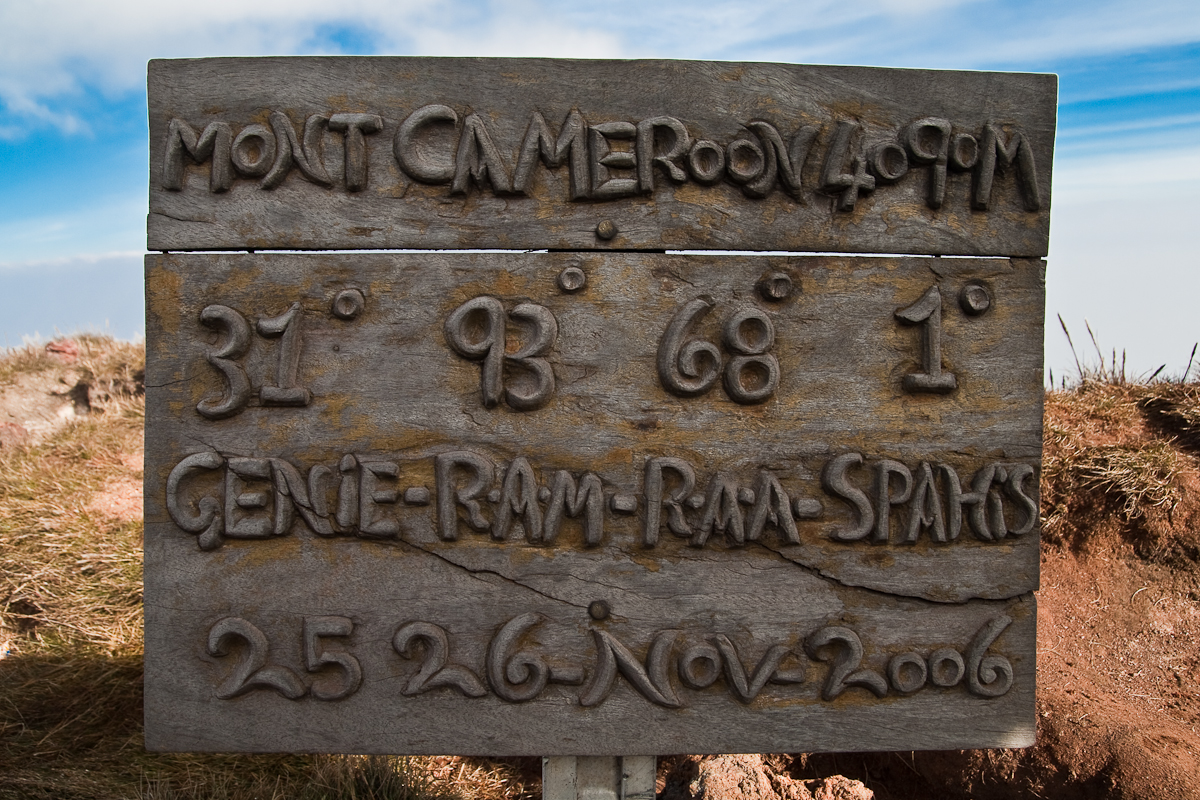
Il cartello posto sulla cima